# 검은 튤립
검은 튤립(La Tulipe Noire, The Black Tulip)은 스페인에서 제작된 크리스티앙 자크 감독의 1964년 영화이다. 알랭 들롱 등이 주연으로 출연하였다.

## 출연

### 주연
- 알랭 들롱
- 비르나 리지

### 조연
- 돈 아담스
- 아킴 타미로프

## 제작진
- 원작자: 알렉상드르 뒤마 페레
- 의상: 다리오 세치